# 滋賀県道265号郷野湖北線
滋賀県道265号郷野湖北線（しがけんどう265ごう ごうのこほくせん）は、滋賀県長浜市を通る一般県道である。

## 概要
長浜市郷野町から長浜市湖北町速水に至る。
近くにはひっそりと須賀谷温泉があり、隠れた温泉として情緒あふれる。

### 路線データ
- 起点：滋賀県長浜市郷野町（滋賀県道264号高山長浜線交点）
- 終点：滋賀県長浜市湖北町速水（速水中央交差点、国道8号交点）
- 総延長：10.3 km

## 歴史
- 1958年（昭和33年）7月26日 - 滋賀県告示第291号により路線認定[1]。

## 路線状況

### 重複区間
- 国道365号（長浜市小谷郡上町・郡上南交差点 - 長浜市小谷郡上町・郡上交差点）

### 道路施設

#### 橋梁
- 新高畑橋（田川、長浜市）
- 沢尻橋（田川、長浜市）
- 新福橋（高時川、長浜市）

#### トンネル
- 谷坂（たにざか）隧道（谷坂トンネル）：延長300 m、高さ3.0 m、幅員4.8 m、1935年（昭和10年）10月竣工、長浜市地図 - Google マップ

長浜市郷野町と小室町を結ぶ。坑門はコンクリート、馬蹄形断面、アーチ環は石材。設計：村田鶴。

## 地理

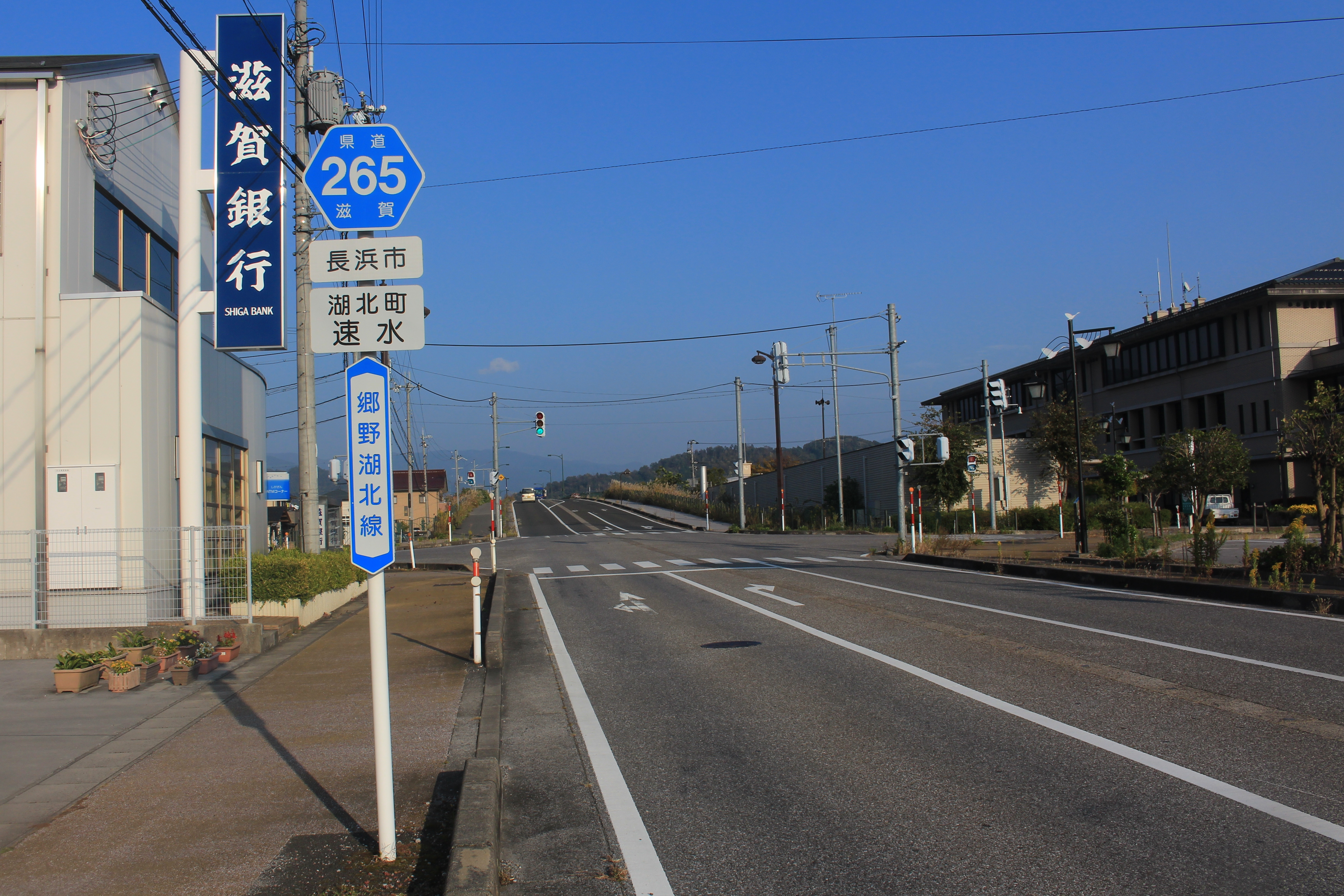
滋賀県道265号郷野湖北線の終点付近、左側に滋賀銀行高月支店湖北代理店、右側に長浜市役所湖北支所
長浜市湖北町速水

### 通過する自治体
- 長浜市

### 交差する道路
| 交差する道路                | 交差する場所 | 交差する場所          |
| --------------------------- | ------------ | --------------------- |
| 滋賀県道264号高山長浜線     | 郷野町       | 起点                  |
| 滋賀県道276号小室大路線     | 小室町       |                       |
| 滋賀県道277号谷口高畑線     | 高畑町       |                       |
| 国道365号                   | 田川町       | 田川交差点            |
| 滋賀県道510号伊部近江線     | 湖北町留目   |                       |
| 国道365号 重複区間起点      | 小谷郡上町   | 郡上南交差点          |
| 国道365号 重複区間終点      | 小谷郡上町   | 郡上交差点            |
| E8 北陸自動車道             | 湖北町山脇   | 2-1 小谷城SIC         |
| 滋賀県道263号丁野虎姫長浜線 | 湖北町山脇   |                       |
| 国道8号                     | 湖北町速水   | 速水中央交差点 / 終点 |

### 交差する鉄道
- 北陸本線

### 沿線
- あざいカルチャー＆スポーツビレッジ - 2014年（平成26年）3月に閉校になった[3]長浜市立上草野小学校跡に敷地・校舎を利用して整備された文化とスポーツの拠点。合宿施設、研修施設を備える[4]。
- 小室城址（地図 - Google マップ）
- 長浜市立田根小学校
- 珀清寺
- 須賀谷温泉
- 滋賀カツラ - 工業用・印刷用ゴムロール製造
- JR西日本北陸本線 河毛駅（地図 - Google マップ）